# George Webber
George Joseph Webber (ur. 6 grudnia 1895, zm. 31 maja 1950 w Luton) – brytyjski lekkoatleta (długodystansowiec), wicemistrz olimpijski z 1924.
Na igrzyskach olimpijskich w 1924 w Paryżu zdobył srebrny medal w biegu 3000 metrów drużynowo, razem z kolegami z zespołu Bertramem Macdonaldem i Herbertem Johnstonem. Do wyników drużyny liczyły się miejsca trzech najlepszych zawodników zespołu. Webber zajął indywidualnie 7. miejsce.
Był brązowym medalistą mistrzostw Wielkiej Brytanii (AAA) w biegu na 4 mile w 1923.